# Трегубов, Павел Владимирович
Па́вел Влади́мирович Трегу́бов (род. 21 декабря 1971 года) — советский, российский и французский (с марта 2023 года) шахматист, гроссмейстер (1994); тренер.
Чемпион Европы 2000 года.
Участник нокаут-чемпионата мира ФИДЕ (2000) и Кубка мира ФИДЕ (2009).
Победитель (1999, «Химик» Белореченск) и неоднократный призёр командного чемпионата России. Многократный победитель командного чемпионата Франции в составе Clichy Échecs 92.
Функционер Ассоциации шахматных профессионалов.
В августе 2015 года женился на шахматистке Александре Костенюк.

## Изменения рейтинга
| Графики недоступны из-за технических проблем. См. информацию на Фабрикаторе и на mediawiki.org. |